# Rudolf av Lothringen
Rudolf av Lothringen, född 1320, död 1346, var regerande hertig av Lothringen från 1328 till 1346.